# Feröeri ábécé

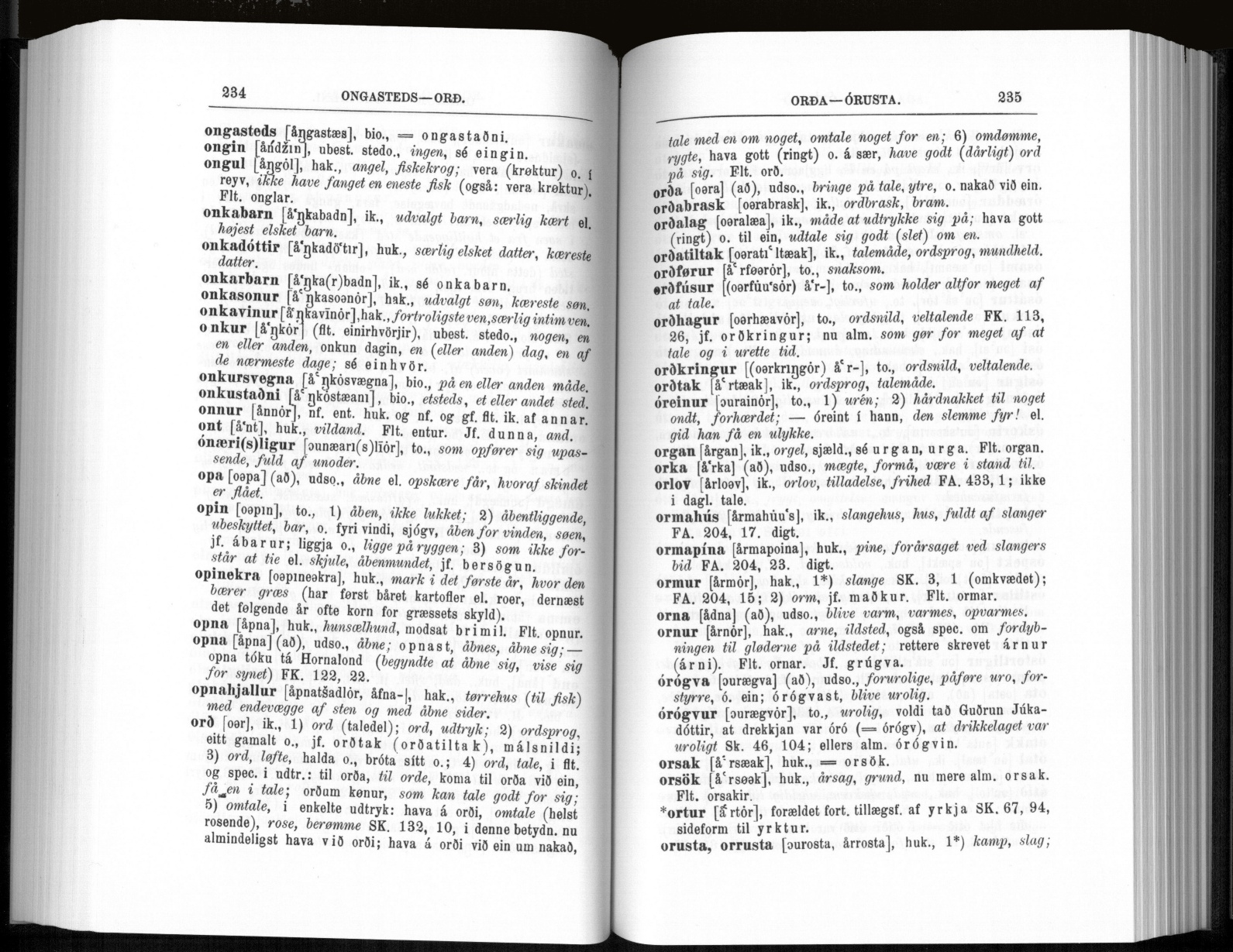
Venceslaus Ulricus Hammershaimb és Jakob Jakobsen: Færøsk Anthologi, Koppenhága, 1891. A második kötet az első feröeri–dán szótár, mintegy 10 000 szóval

A feröeri ábécé a feröeri nyelv latin íráson alapuló ábécéje, mely 29 betűből áll.
A feröeri ábécé nagyon hasonlít az izlandi ábécére, két különbséget találhatunk közöttük, az egyik az izlandi þ hiánya, a másik, hogy az izlandi ö-t ø-nek írják.
A ð nem állhat szó elején és csak teljesen nagybetűvel írt szavakban lehet nagybetűs, pl.: SUÐUROY.
Az ø alternatív írásformája az ö (főként a szépirodalomban), kézírásban gyakran látható a magyar ő formájában is.
Nevekben gyakran találkozhatunk németes alakokkal (például Lützen, Müller, Winther; Zacharias), ilyenkor előfordulhat az x is (például Saxun).
A feröeri billentyűzetről hiányzik a þ betű, ezt általában th-val írják át.